# Courier postfix Virtual Email System
Courier postfix Virtual Email System, kurz CpVES, ist eine Webanwendung zur Administration von Mailservern. Die Software basiert auf PHP und MySQL.

## Unterstützte Plattformen
Es werden alle gängigen Linux-Distributionen, wie beispielsweise Debian Linux, SuSE Linux, Red Hat Linux, Fedora und FreeBSD, unterstützt.

## Systemvoraussetzungen
Systemvoraussetzungen sind ein Apache Webserver, ein Postfix Mail Transfer Agent, PHP 4.x/5.x, MySQL 4 oder 5, Courier, SpamAssassin, Amavisd-New, ClamAV und Bogofilter.

## Gruppen-Rollenkonzept
Das CpVES Webinterface kennt vier unterschiedliche Gruppen: Normaler Benutzer (Stufe 1), Administrator einer Domain (Stufe 2), Superadmin zur Anlage neuer Domains (Stufe 3) und Superadmin-Manager zur Anlage neuer Superadmins.

## Besondere Merkmale von CpVES
Der Autoresponder versendet keine automatischen Respondermails an Postmaster, Mailer-Deamons oder Absender erkannter Spam-Mails. Ein Autotimer sorgt für das automatische Abschalten des Autoresponders. Die Empfängerlisten für den Autoresponder können definiert werden.

## Installationshilfe
Im Wiki des Projekts CpVES befindet sich eine ausführliche Beschreibung zur Konfiguration der Software. Ausgangslage bildet ein Linux-Server mit Debian Sarge oder Debian Etch.
Die Website ist nicht mehr erreichbar, das Projekt offensichtlich eingestellt (Stand 9. September 2020).